# Датсон, Джоди
Джоди Датсон (англ. Jodie Datson; род. 14 августа 1977 года, Мельбурн, штат Виктория, Австралия) — австралийская профессиональная баскетболистка, которая выступала в женской национальной баскетбольной лиге. Кроме того она выступала во Франции и Турции. Играла в амплуа разыгрывающего защитника. В 2004 году была включена в сборную всех звёзд ЖНБЛ.
В 2003 году она попала в расширенный список игроков национальной сборной Австралии для участия в Олимпийских играх 2004 года в Афинах, в которой проходила подготовку к ним, играя на различных неофициальных турнирах, но не вошла в окончательный состав команды.

## Ранние годы
Джоди Датсон родилась 14 августа 1977 года в городе Мельбурн (штат Виктория).

## Профессиональная карьера
Свою профессиональную карьеру Датсон начала в 1993 году, подписав договор с клубом ЖНБЛ «Буллин Бумерс», которой руководил Пол Дикон. В составе «Буллина» она провела три сезона, но без особого успеха, так как её клуб ни разу не квалифицировался в финалы.
В 1996 году Джоди подписала соглашение с командой «Перт Брейкерс», в составе которой она впервые сыграла в финалах турнира. Сперва «Перт» выиграл в финале устранения у «Брисбен Блэйзерс» со счётом 95:62, затем в полуфинале обыграл «Буллин» со счётом 75:58, однако в предварительном финале проиграл «Аделаиде» со счётом 55:87.
В 1998 году она заключила контракт с командой «Мельбурн Тайгерс», которая по итогам турнира заняла пятое место с положительным балансом побед и поражений 7-5, но не вышла в финальные матчи. По окончании сезона Джоди уехала учиться в США. В сезоне 2001/2002 годов Датсон вернулась в «Буллин», который в то время тренировала Шерил Чемберс, однако возвращение не удалось, команда заняла лишь шестое место и вновь прошла мимо финалов.
Перед стартом сезона 2002/2003 годов Датсон подписала контракт с основанной год назад командой «Таунсвилл Файр», которой руководил Дэвид Херберт. Он уже во втором сезоне у руля клуба вывел «Таунсвилл» в финалы, которые команда провела неудачно, потерпев два поражения, проиграв сначала в полуфинале «Канберре» со счётом 67:68, а затем в предварительном финале «Сиднею» со счётом 78:83. Следующий сезон стал самым успешным в её карьере, несмотря на то, что «Файр» заняли в турнирной таблице пятое место и не попали в игры навылет. Джоди в этом сезоне провела 21 матч, набирая в среднем за игру по 13,5 очка, 6,7 подбора и 4,2 передачи, а по его итогам была признана самым ценным игроком своей команды и была включена в сборную всех звёзд ЖНБЛ. В ноябре 2015 года, по случаю пятнадцатой годовщины «Таунсвилл Файр», фанаты клуба выбрали памятную сборную всех звёзд, в которую вошла и Джоди Датсон.
После этого она уехала в Европу, где в сезоне 2004/2005 годов выступала в чемпионате Франции за клуб «Пеи д’Экс Баскет», а в сезоне 2005/2006 годов в первенстве Турции за команду «Эрдемир Беледиеси». В сезоне 2006/2007 годов Датсон вернулась в Австралию, где подписала договор сроком на один год, ставший последним в её спортивной карьере, с командой «Данденонг Рейнджерс», которую в то время тренировал Гэри Фокс. «Рейнджерс» заняли в турнирной таблице четвёртое место и пробились в финалы, но уже в полуфинале оступились, проиграв в полуфинале «Аделаиде» со счётом 61:66.

## Карьера в национальной сборной
В 2003 году Датсон попала в расширенный список игроков национальной сборной Австралии для участия в Олимпийских играх 2004 года в Афинах. В июле
вместе с командой, под руководством Джен Стирлинг, она отправилась в 17-дневный тур по Европе, во время которого сыграла на неофициальных турнирах в Греции, Бельгии и Франции. Однако по итогам подготовки Джоди не вошла в окончательный состав команды и не поехала на Олимпиаду.